# 安可钟
48°12′39″N 16°22′25″E / 48.21076095°N 16.37367415°E

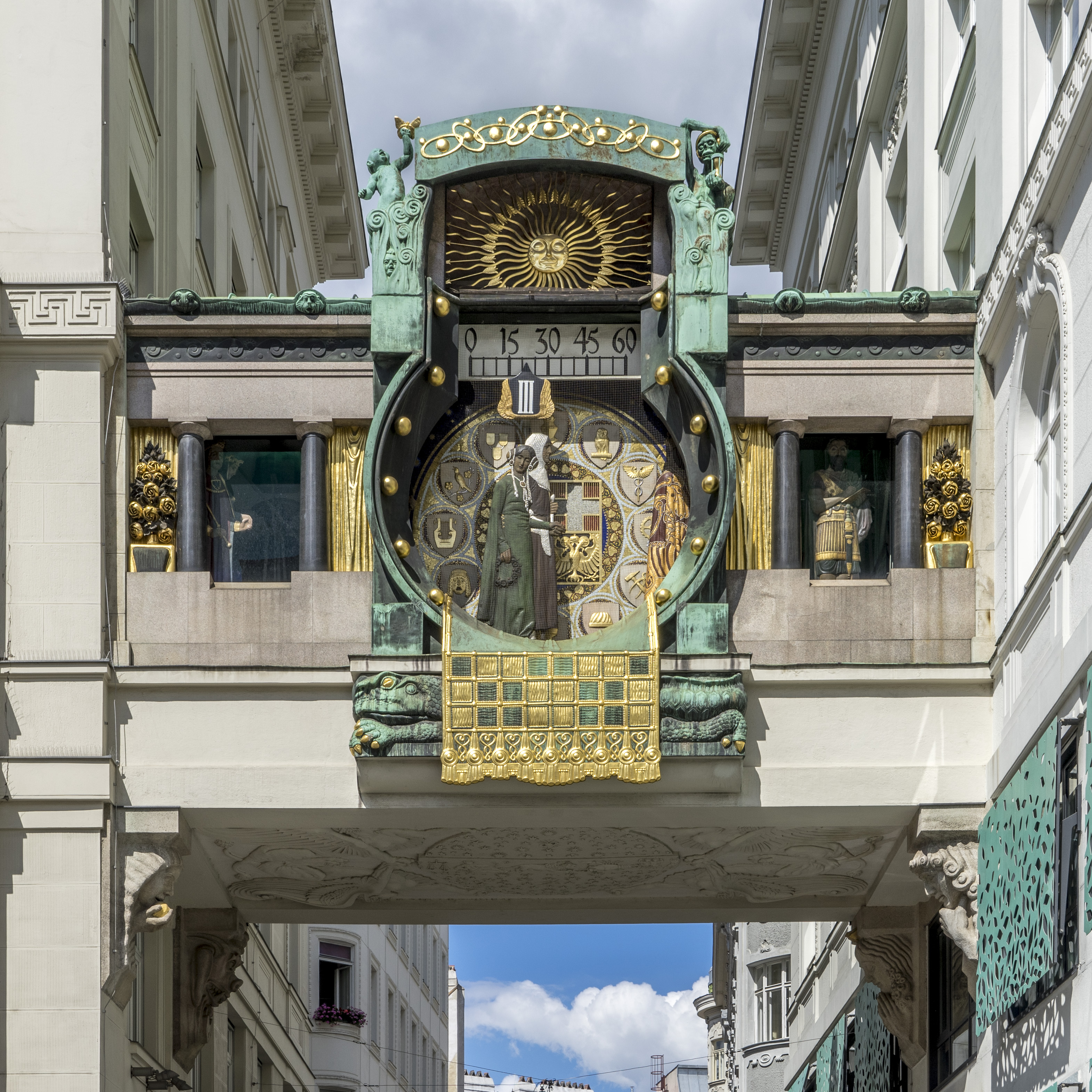
安可鐘

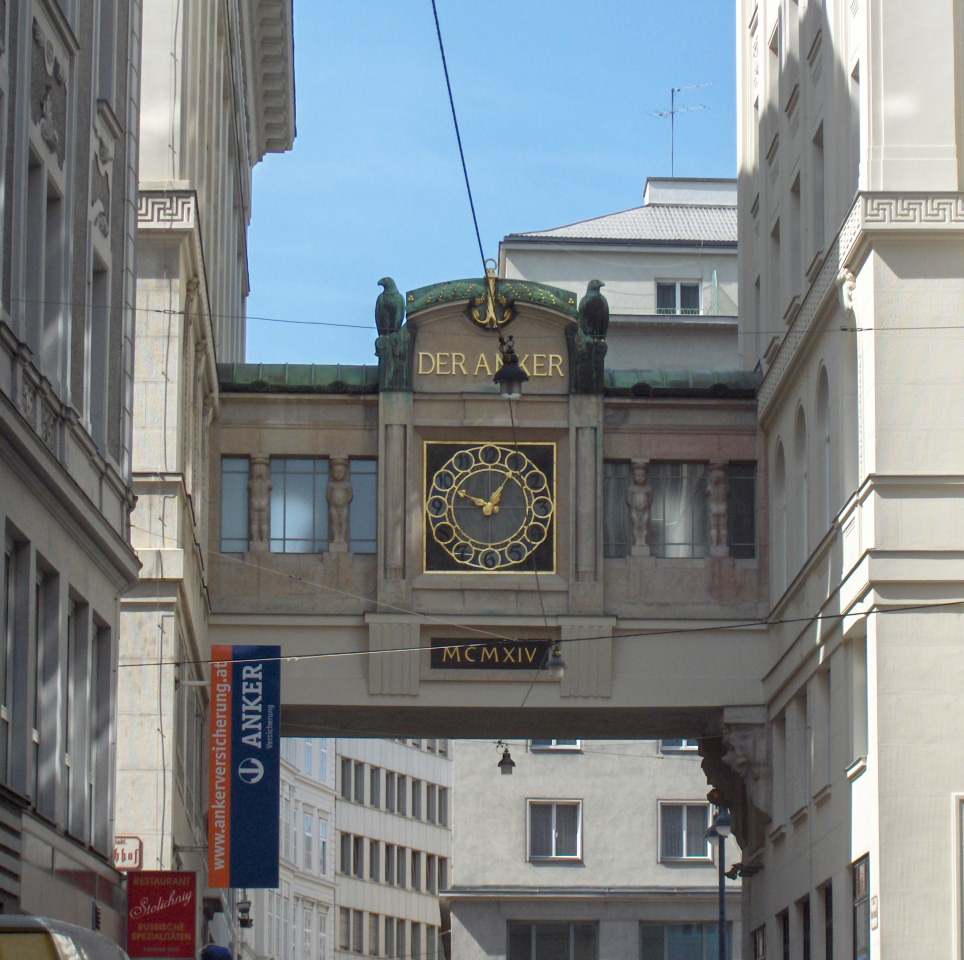
安可鐘背面

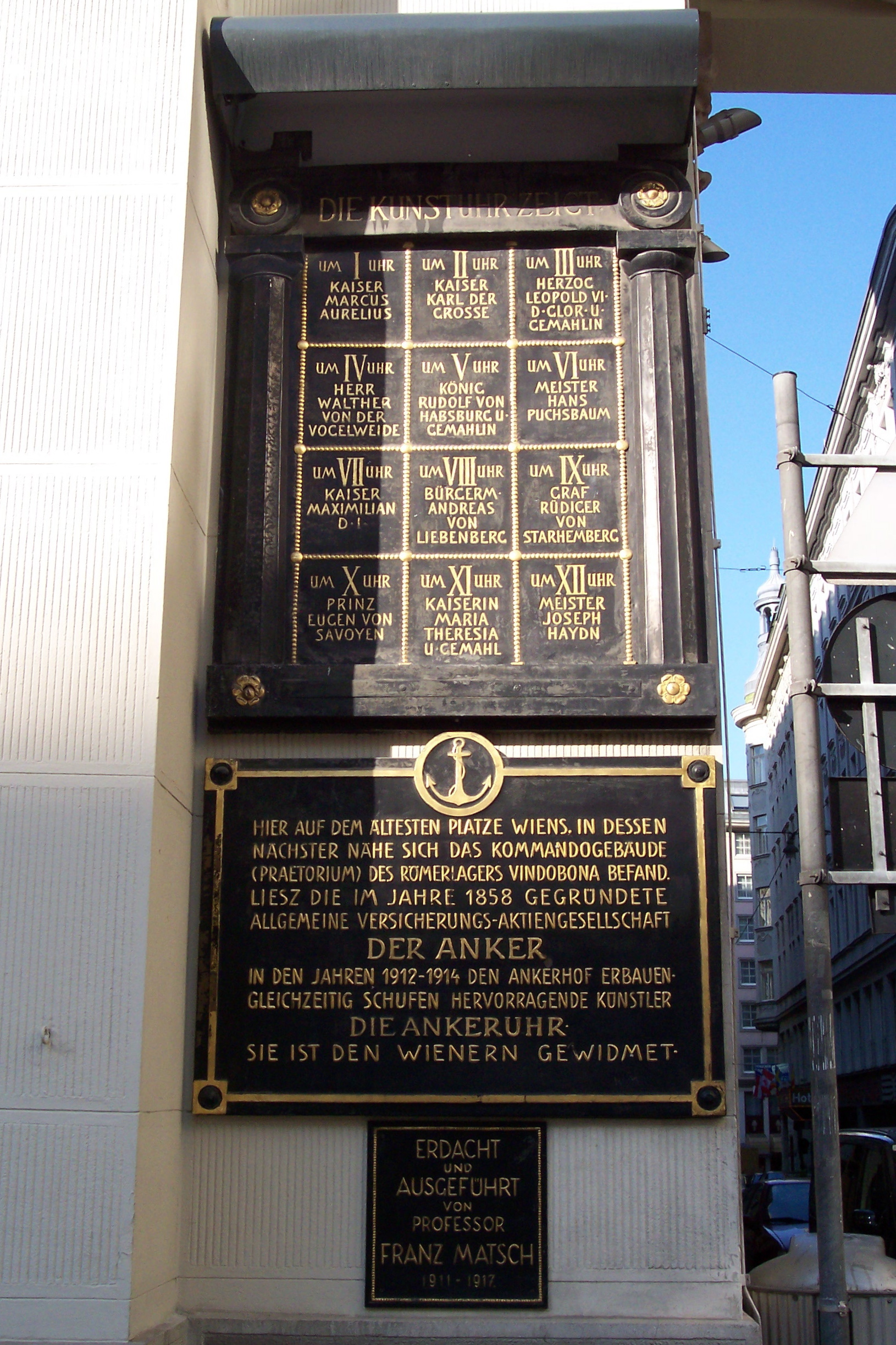
有关信息

安可鐘（德語：Ankeruhr），是著名大型音乐鐘，位于奧地利首都维也纳內城區高市场的原安可保险公司（今Helvetia保险公司）两座建筑之间的天桥上。安可鐘是新艺术运动最优秀的作品之一，也是吸引人的旅游景点。
安可鐘是由新艺术运动画家弗朗茲·馮·麥施（Franz Matsch）设计，创作于1911-1914年，1914年8月22日安装。安可鐘所在的天桥跨度10米，高7.5米，鐘本身直径4米。
每到整点，会出现一个维也纳历史上的著名人物，以及与之相匹配的音乐。这些人物来自不同的历史时期，包括古罗马皇帝馬爾庫斯·奧列里烏斯、查理大帝、鲁道夫一世、欧根亲王 (萨伏伊)、弗朗茨一世、約瑟夫·海頓等。中午12点，所有人物会一起出现。